# Kupiansk
Kupiansk (tiếng Ukraina: Куп'янськ) là một thị trấn của Ukraina. Thị trấn này là huyện lỵ của huyện Kupiansk ở phía đông tỉnh Kharkiv. Thị trấn này có diện tích 33,34 km2, dân số năm 2023 là 11.000 người.
Trong Cuộc xâm lược của Nga vào Ukraina, thành phố nằm trong kiểm soát của Nga và trở thành tỉnh lỵ tạm thời của tỉnh Kharkiv chiếm đóng của Nga.Trong cuộc phản công Kharkiv của Ukraina vào tháng 9/2022, thành phố được giải phóng và hiện tại vẫn nằm trong kiểm soát Ukraina.

## Khí hậu
| Dữ liệu khí hậu của Kupiansk (1981–2010) | Dữ liệu khí hậu của Kupiansk (1981–2010) | Dữ liệu khí hậu của Kupiansk (1981–2010) | Dữ liệu khí hậu của Kupiansk (1981–2010) | Dữ liệu khí hậu của Kupiansk (1981–2010) | Dữ liệu khí hậu của Kupiansk (1981–2010) | Dữ liệu khí hậu của Kupiansk (1981–2010) | Dữ liệu khí hậu của Kupiansk (1981–2010) | Dữ liệu khí hậu của Kupiansk (1981–2010) | Dữ liệu khí hậu của Kupiansk (1981–2010) | Dữ liệu khí hậu của Kupiansk (1981–2010) | Dữ liệu khí hậu của Kupiansk (1981–2010) | Dữ liệu khí hậu của Kupiansk (1981–2010) | Dữ liệu khí hậu của Kupiansk (1981–2010) |
| Tháng                                    | 1                                        | 2                                        | 3                                        | 4                                        | 5                                        | 6                                        | 7                                        | 8                                        | 9                                        | 10                                       | 11                                       | 12                                       | Năm                                      |
| ---------------------------------------- | ---------------------------------------- | ---------------------------------------- | ---------------------------------------- | ---------------------------------------- | ---------------------------------------- | ---------------------------------------- | ---------------------------------------- | ---------------------------------------- | ---------------------------------------- | ---------------------------------------- | ---------------------------------------- | ---------------------------------------- | ---------------------------------------- |
| Trung bình ngày tối đa °C (°F)           | −1.7 (28.9)                              | −1.1 (30.0)                              | 5.1 (41.2)                               | 15.3 (59.5)                              | 22.3 (72.1)                              | 26.0 (78.8)                              | 28.1 (82.6)                              | 27.4 (81.3)                              | 20.9 (69.6)                              | 13.0 (55.4)                              | 4.4 (39.9)                               | −0.6 (30.9)                              | 13.3 (55.9)                              |
| Trung bình ngày °C (°F)                  | −4.5 (23.9)                              | −4.6 (23.7)                              | 0.8 (33.4)                               | 9.5 (49.1)                               | 15.9 (60.6)                              | 19.7 (67.5)                              | 21.7 (71.1)                              | 20.4 (68.7)                              | 14.5 (58.1)                              | 8.0 (46.4)                               | 1.2 (34.2)                               | −3.4 (25.9)                              | 8.3 (46.9)                               |
| Tối thiểu trung bình ngày °C (°F)        | −7.3 (18.9)                              | −7.8 (18.0)                              | −2.8 (27.0)                              | 4.1 (39.4)                               | 9.5 (49.1)                               | 13.7 (56.7)                              | 15.5 (59.9)                              | 13.8 (56.8)                              | 8.8 (47.8)                               | 3.6 (38.5)                               | −1.6 (29.1)                              | −6.1 (21.0)                              | 3.6 (38.5)                               |
| Lượng Giáng thủy trung bình mm (inches)  | 42.9 (1.69)                              | 41.4 (1.63)                              | 38.7 (1.52)                              | 34.7 (1.37)                              | 48.6 (1.91)                              | 73.6 (2.90)                              | 61.5 (2.42)                              | 39.7 (1.56)                              | 47.0 (1.85)                              | 43.8 (1.72)                              | 45.9 (1.81)                              | 45.0 (1.77)                              | 562.8 (22.16)                            |
| Số ngày giáng thủy trung bình (≥ 1.0 mm) | 9.5                                      | 8.6                                      | 8.1                                      | 6.3                                      | 7.1                                      | 8.8                                      | 7.0                                      | 5.3                                      | 7.0                                      | 6.3                                      | 7.1                                      | 8.5                                      | 89.6                                     |
| Độ ẩm tương đối trung bình (%)           | 83.8                                     | 81.2                                     | 76.6                                     | 65.4                                     | 61.3                                     | 65.2                                     | 64.5                                     | 64.4                                     | 70.8                                     | 77.1                                     | 84.1                                     | 85.2                                     | 73.3                                     |
| Nguồn: Tổ chức Khí tượng Thế giới        |                                          |                                          |                                          |                                          |                                          |                                          |                                          |                                          |                                          |                                          |                                          |                                          |                                          |